# Comuna Pavlivka, Bilopillea
Pavlivka (în ucraineană Павлівка) este o comună în raionul Bilopillea, regiunea Sumî, Ucraina, formată din satele Katerînivka, Kîsla Dubîna, Mîrlohî, Pavlivka (reședința), Petrivske, Șpîl și Volfîne.

## Demografie
Componența lingvistică a comunei Pavlivka
     Ucraineană (91,6%)
     Rusă (6,64%)
     Alte limbi (0,15%)
Conform recensământului din 2001, majoritatea populației comunei Pavlivka era vorbitoare de ucraineană (91,6%), existând în minoritate și vorbitori de rusă (6,64%) și armeană (1,45%).